# 틴 휘슬

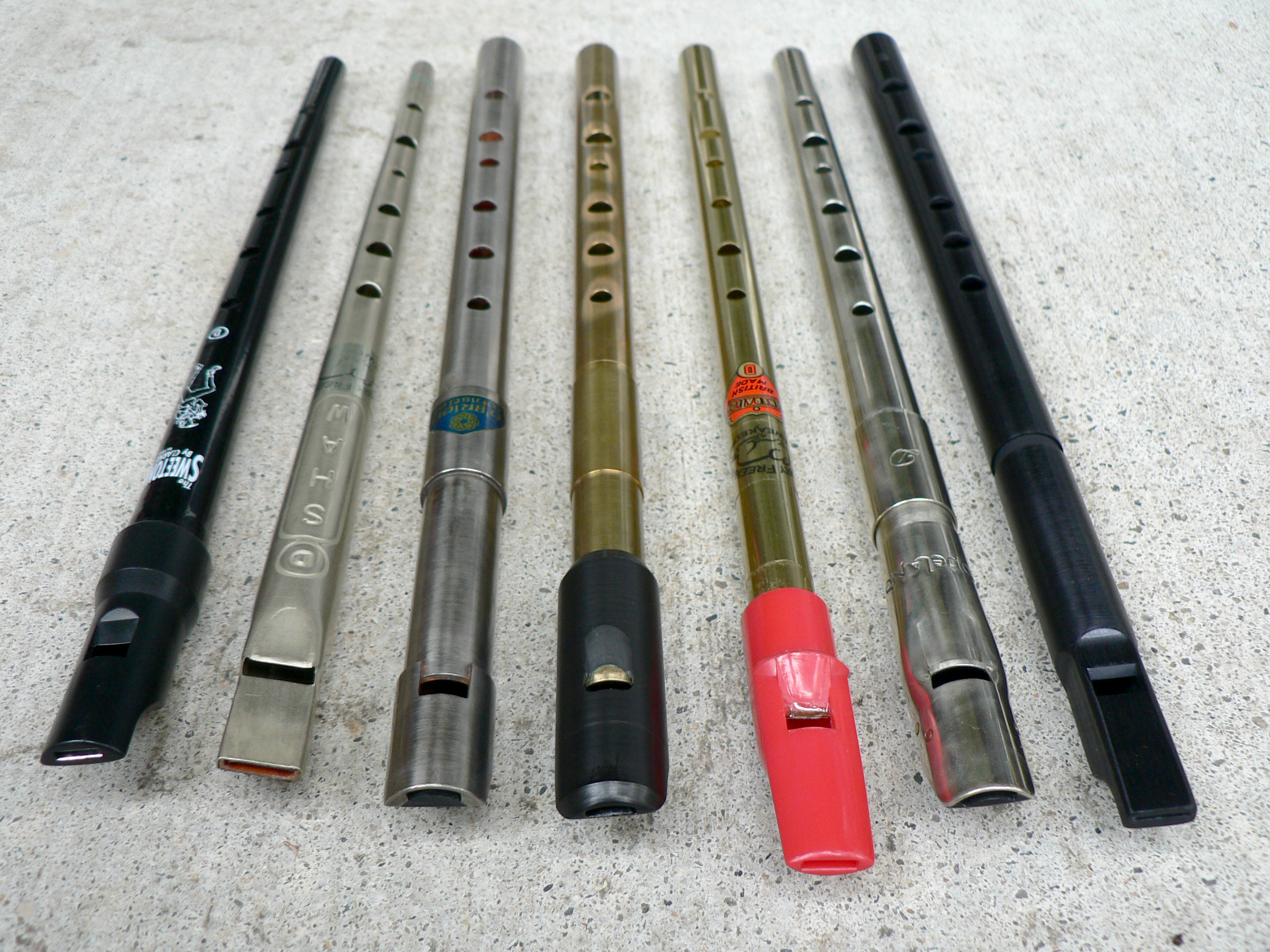
틴 휘슬

틴 휘슬(tin whistle) 또는 페니 휘슬(penny whistle), 아이리시 휘슬은 아일랜드의 전통 관악기로, 오보에나 클라리넷처럼 세로로 불지만 소리 나는 원리는 리코더처럼 리드 없이 호루라기의 원리를 이용하여 소리를 낸다. 현대에 와서는 켈틱 포크 음악에 널리 쓰인다. 원래는 우드 휘슬(wood whistle)이라 하여 목재로 만들었다. 그러다가 1843년에 루이스 클라크(Louis Clarke)가 금속 판을 이용하여 만들었고 이 때부터 틴 휘슬이라는 이름을 쓰게 되었다. 현대 포크 아티스트들이 사용하는 틴 휘슬은 나무나 플라스틱으로 마우스피스와 소리를 내는 호각 부분(리코더와 같은) 만들고 금속으로 된 구멍 뚫린 관을 조립한 구조로 되어 있다. 물론 현대에도 나무로 만든 휘슬이 계속 쓰인다. 저음을 내는 것은 크기가 더 크고, 로 휘슬(low whistle)이라고 한다. 대표하는 아이리시 휘슬 연주자는 포크계에는 더 클랜시 브라더스의 토미 메이컴, 루이스 킬런과, 더 코리스의 로이 윌리엄슨, 더 더블리너스의 존 시헌과 키어런 버크, 더 매컬먼스의 해미시 베인 등이 있고, 팝계에는 웨스트라이프의 마크 필리, 코어즈의 안드레아 코어 등이 있다. 주요 제조회사에는 위에서 말한 클라크가 세운 클라크 사와, 저가 제품을 많이 제조하는 제너레이션 사가 있다. 그림에서 마우스피스가 납작한 제품이 클라크 사 제품이고, 색깔 있는 플라스틱으로 둥근 마우스피스를 만들어 끼운 제품이 제너레이션 사 제품이다.